# Operators and matrices
Operators and matrices is een internationaal, aan collegiale toetsing onderworpen wetenschappelijk tijdschrift op het gebied van de wiskunde.
De naam wordt in literatuurverwijzingen meestal afgekort tot Oper. Matrices.
Het wordt uitgegeven door de Universiteit van Zagreb en verschijnt 4 keer per jaar.
Het eerste nummer verscheen in 2007.